# 三宅りむ
三宅 りむ（みやけ りむ、2009年〈平成21年〉2月10日 - ）は、日本の女優。
東京都出身。東宝芸能所属。第9回「東宝シンデレラ」オーディション ファイナリスト。

## 人物・来歴
- 2022年（令和4年）に行われた第9回『「東宝シンデレラ」オーディション』ファイナリストとして芸能界入り。
- 特技はクラシックバレエ[2]。

## 出演

### テレビ番組
- FNS歌謡祭 （2023年12月6日、フジテレビ）

### 舞台
- ミュージカル「チャーリーとチョコレート工場」ベルーカ・ソルト 役 （舞咲碧音とWキャスト）（2023年10月9日 - 10月31日、帝国劇場/2024年1月4日 - 1月15日、博多座/2024年1月27日 - 2月4日、フェスティバルホール[3][4]）

### ドラマ
- 「クラスメイトの女子、全員好きでした」 - 橘文香 役(中学時代)（2024年7月11日 - 9月12日、読売テレビ）[5]

### CM
- KOSE「サンカット」WebCM[6]

### MV
- ダイナミック琉球／ほこもり 沖縄cover（2024年2月3日）[7]
- ダイナミック琉球／ほこもり 東京element（2024年2月5日）[8]